# ゾフィー・エレオノーレ・フォン・ヘッセン＝ダルムシュタット
ゾフィー・エレオノーレ・フォン・ヘッセン＝ダルムシュタット（ドイツ語：Sophie Eleonore von Hessen-Darmstadt, 1634年1月7日 - 1663年10月7日）は、ヘッセン＝ホンブルク方伯ヴィルヘルム・クリストフの妃。

## 生涯
ゾフィー・エレオノーレはヘッセン＝ダルムシュタット方伯ゲオルク2世と、ザクセン選帝侯ヨハン・ゲオルク1世の娘ゾフィー・エレオノーレの間の娘である。
1650年4月21日にダルムシュタットにおいて、ヘッセン＝ホンブルク方伯ヴィルヘルム・クリストフと結婚した。結婚の際にゾフィー・エレオノーレは父親からビンゲンハイムの支配権と城を譲り受けた。ヴィルヘルム・クリストフは、以前住んでいたホンブルクよりもビンゲンハイムを好み、主に家族と一緒にビンゲンハイムに住んでいたため、ヘッセン＝ビンゲンハイム方伯とも呼ばれた。支配権を条件として、ビンゲンハイムはソフィー・エレオノーレとヴィルヘルム・クリストフの男子に継承されることとなっていたが、息子達はいずれも結婚する前に両親に先だって死去した。
ヴィルヘルム・クリストフの死後、ビンゲンハイムをめぐりヘッセン＝ダルムシュタット家とヘッセン＝ホンブルク家の間で対立が勃発したが、最終的にダルムシュタットの摂政であったエリーザベト・ドロテアが勝利した。

## 子女
- フリードリヒ（1651年）
- クリスティーネ・ヴィルヘルミーネ（1653年 - 1722年） - 1671年にメクレンブルク＝グラーボウ公フリードリヒと結婚
- レオポルト・ゲオルク（1654年 - 1675年）
- フリードリヒ（1655年）
- フリードリヒ（1656年）
- カール・ヴィルヘルム（1658年）
- フリードリヒ（1659年）
- マグダレーネ・ゾフィー（1660年 - 1720年） - 1679年にゾルムス＝グライフェンシュタイン伯ヴィルヘルム・モーリッツと結婚
- フリードリヒ・ヴィルヘルム（1662年 - 1663年）